# Амато, Анджело
Анджело Ама́то (итал. Angelo Amato; 8 июня 1938, Мольфетта, королевство Италия — 31 декабря 2024) — итальянский куриальный кардинал и ватиканский сановник, салезианец. Титулярный архиепископ Силы с 19 декабря 2002 по 20 ноября 2010. Секретарь Конгрегации Доктрины Веры с 19 декабря 2002 по 9 июля 2008. Префект Конгрегации по канонизации святых с 9 июля 2008 по 29 июня 2018. Кардинал-дьякон с титулярной диаконией Санта-Мария-ин-Аквиро с 20 ноября 2010 по 3 мая 2021. Кардинал-священник с титулярной диаконией pro hac vice Санта-Мария-ин-Аквиро с 3 мая 2021.

## Образование
Амато вступил в орден салезианцев, после новициата посещая салезианскую среднюю школу. Тогда же он изучал философию и богословие в Риме. Он был посвящён в священника, 22 декабря 1967 года становясь членом салезианцев Святого Дона Боско. Он учился в Папском Салезианском университете. Там он специализировался в христологии. В 1972 году он начал преподавать у салезианцев как помощник. В 1974 году он получил свою докторантуру с диссертацией: Тридентские заявления на потребности в священном признании в канонах 6-9 XIV сессии.
В 1978—1979 годах Амато был стипендиатом, занимающийся исследовательской работой Вселенского Константинопольского Патриархата в Салониках, в Греции, в православном монастыре Moní Vlatádon, который является домом известного Института патриаршего изучения патристики. В 1988 году он провёл «субботний год» в Вашингтоне, США, где начал изучать богословие религий.

## Академическая жизнь
Амато был профессором догматики в Папском Салезианском университете, и в течение двенадцати лет (в 1981—1987 годах, а затем с 1993 года по 1997 год) был деканом богословского факультета.
Он служил советником Конгрегации доктрины веры и Папского Совета по содействию Христианскому Единству, также был советником Конгрегации по делам епископов.

## Секретарь Конгрегации доктрины веры
19 декабря 2002 года, Иоанн Павел II назначил Амато секретарём Конгрегации доктрины веры и титулярным епископом Силы. Он служил под началом кардинала Йозефа Ратцингера, который был избран папой римским Бенедиктом XVI в 2005 году и под началом кардинала Уильяма Левады между 2005 и 2008 годами. Он был посвящён в епископа 6 января 2003 года. Ординацию совершил папа римский Иоанн Павел II, которому помогали архиепископы Леонардо Сандри и Антонио Мария Вельо.
Полагают, что он был среди основных авторов спорного документа Dominus Iesus, выпущенный в 2000 году. После Папского Конклава 2005 года первая частная аудиенция, предоставленная новым понтификом Бенедиктом XVI была архиепископу Амато в понедельник 25 апреля.
В дополнение к его роли как секретаря Конгрегации Доктрины Веры Амато был также советником в Папских Советах по Содействию Христианскому Единству и по Межрелигиозному Диалогу. В рамках этой должности Амато был вынужден опровергать высказывания представителей экуменически настроенных кругов Католической Церкви, которые считали создание Равенского документа шагом к признанию главенства римского папы над христианскими церквями.

## Префект Конгрегации по Канонизации Святых
9 июля 2008 года папа римский Бенедикт XVI назвал архиепископа Амато префектом Конгрегации по Канонизации Святых, сменив тем самым кардинала Жозе Сарайва Мартинша. Амато — второй секретарь из Конгрегации Доктрины Веры назначенный, чтобы возглавлять дикастерию по Канонизации Святых, первым был кардинал Альберто Бовоне.
20 октября 2010 года, в ходе генеральной аудиенции, на площади Святого Петра, папа римский Бенедикт XVI объявил о назначении 24 новых кардиналов, среди них и Анджело Амато. Согласно традиции архиепископ Амато будет возведён в сан кардинала-дьякона на этой консистории.
20 ноября 2010 года состоялась консистория на которой кардиналу Анджело Амато была возложена кардинальская шапка и он стал кардиналом-дьяконом с титулярной диаконией Санта-Мария-ин-Аквиро. А 21 ноября состоялась торжественная Месса по случаю вручения кардинальских перстней.
Участник Конклава 2013 года.
3 мая 2021 года возведён в сан кардинала-священника с титуярной диаконией pro hac vice Санта-Мария-ин-Аквиро.

### Смерть
Умер 30 декабря 2024 года в возрасте 86 лет.

## Высказывания
- «Есть так называемый терроризм с человеческим лицом, который является также ежедневным возникновением и таким же отвратительным, который продолжает пропагандироваться средствами информации, манипулируя традиционным языком с выражениями, которые скрывают трагическую действительность фактов. Лаборатории, где, например, делаются RU-486, экстренная контрацепция, или где манипулируют человеческими эмбрионами, как если бы они были просто биологическим материалом … и парламенты так называемых 'цивилизованных' наций, которые провозглашают законы вопреки характеру человеческой природы, подобно одобрению однополых браков, или эвтаназии.»

- Говоря относительно «Кода да Винчи», архиепископ Амато сказал, что: «такие неправды и ошибки направленные на Коран или Холокост, то они справедливо вызовут всемирное восстание».